# Levierella neckeroides
Levierella neckeroides là một loài Rêu trong họ Fabroniaceae. Loài này được (Griff.) O'Shea & Matcham mô tả khoa học đầu tiên năm 2005.